# Gaspard Bauhin
Gaspard Bauhin, o Caspar Bauhin (17 de gener de 1560, Basilea - 5 de desembre de 1624, Basilea), va ser un botànic i anatomista suís, germà del també botànic Johann Bauhin. Escriví Pinax theatri botanici (1596), on descriu milers de plantes i les classifica en una manera comparable a la nomenclatura binomial del posterior Linnaeus. Va ser deixeble del metge italià Girolamo Mercuriale i també va fer treballs sobre la nomenclatura de l'anatomia humana.
Johann i Gaspard Bauhin eren fills de Jean Bauhin (1511-82), un metge francès hugonot exiliat a Suïssa. Gaspard estudià medicina a Pàdua, Montpellier i Alemanya. Tornà a Basilea el 1580. Es va doctorar en medicina i ensenyà grec a la universitat de Basilea i a partir de 1588 botànica i anatomia.
El Pinax theatri botanici (Exposició il·lustrada de les plantes) és una fita en la història de la botànica, ja que descriu 6.000 plantes i les classifica. La classificació no era particularment innovadora (arbres, arbusts, herbes). La seva contribució més important va ser la descripció dels gèneres i les espècies. Introduí molts noms de gèneres que més tard van ser adoptats per Linné, i encara es fan servir.
A més de Pinax Theatri Botanici, Gaspard va fer plans per una altra obra, un Theatrum Botanicum, del qual completà tres volums dels 12 previstos però només un es publicà l'any 1658. També va fer un catàleg de les plantes dels voltants de Basilea i edità l'obra de Pietro Andrea Mattioli (1500–1577) amb diverses edicions. En anatomia la seva obra principal és Theatrum Anatomicum infinitis locis auctum (1592).
Linnaeus va donar el mom del gènere Bauhinia en honor dels germans Joahann i Gaspard Bauhin.

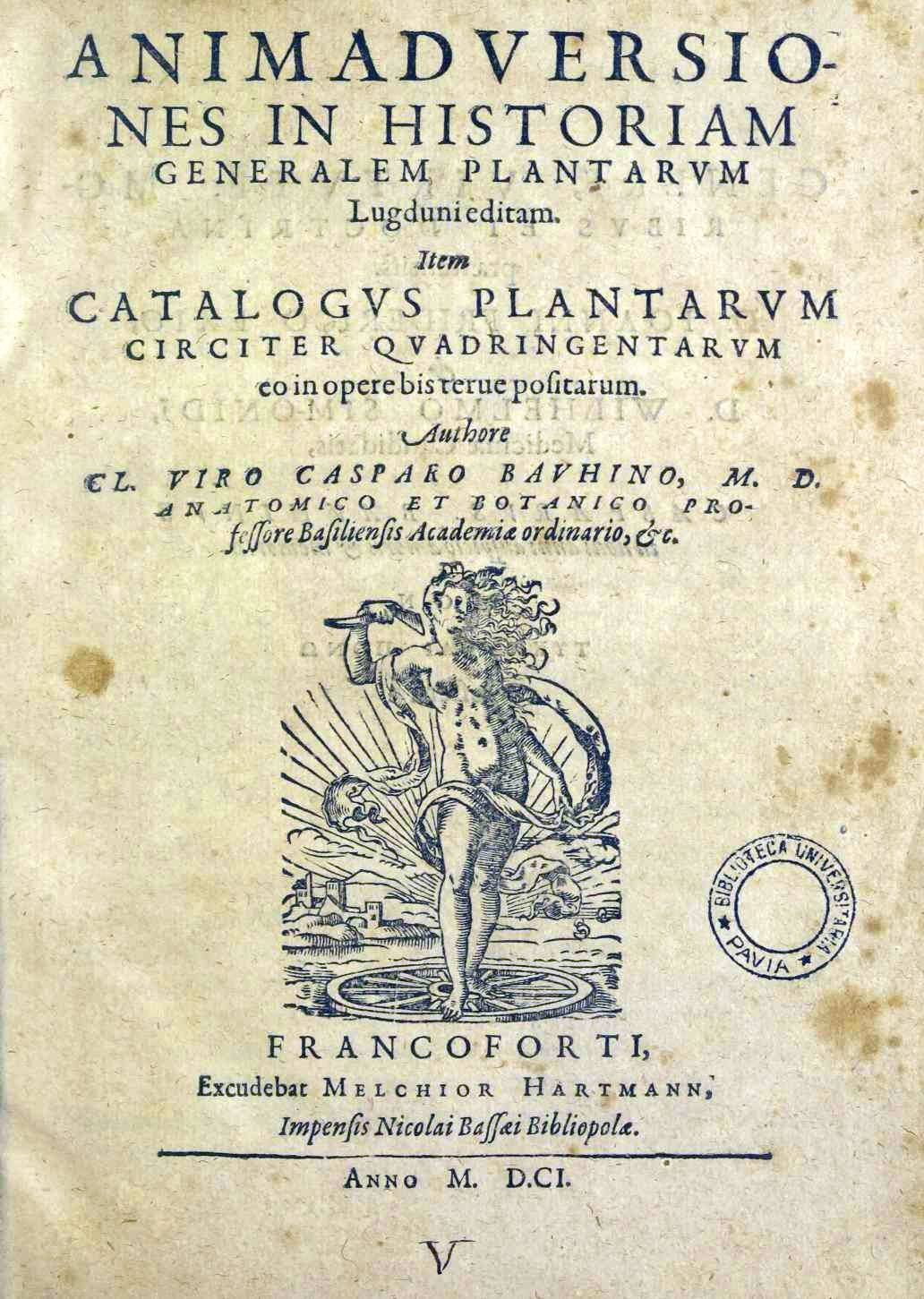
Animadversiones in historiam generalem plantarum, 1601